# Liste der Bodendenkmäler in Enger
Die Liste der Bodendenkmäler in Enger enthält die denkmalgeschützten unterirdischen baulichen Anlagen, Reste oberirdischer baulicher Anlagen, Zeugnisse tierischen und pflanzlichen Lebens und paläontologischen Reste auf dem Gebiet der Stadt Enger im Kreis Herford in Nordrhein-Westfalen (Stand: September 2020). Diese Bodendenkmäler sind in Teil B der Denkmalliste der Stadt Enger eingetragen; Grundlage für die Aufnahme ist das Denkmalschutzgesetz Nordrhein-Westfalen (DSchG NRW).
| Bild | Bezeichnung                                         | Lage        | Beschreibung | Bauzeit | Eingetragen seit | Denkmal- nummer |
| ---- | --------------------------------------------------- | ----------- | ------------ | ------- | ---------------- | --------------- |
| BW   | Brandgräberfriedhof der späten römischen Kaiserzeit | Siele Karte |              |         | 23.10.1985       | B1              |